# Под свист пуль
«Под свист пуль» — советский цветной широкоэкранный художественный фильм на тематику Гражданской войны на Украине, снятый режиссёром Борисом Шиленко по сценарию Юрия Чулюкина и Александра Горохова на киностудии им. Довженко в 1981 году.
Премьера фильма состоялась 14 мая 1982 года. Картину посмотрели 4 млн зрителей.

## Сюжет
Григорий, красный командир, возвращается в село на Украине, где бандиты и богатеи пытаются захватить власть. Благодаря помощи местных жителей и красных бойцов, село остаётся под контролем нормальных людей.

## В ролях
- Лесь Сердюк — Григорий
- Виктор Мирошниченко — Божедар
- Константин Степанков (озвучивает Виталий Дорошенко) — Ганжа
- Леонид Яновский — Опанас
- Виктор Степаненко — отец Константин
- Татьяна Митрушина — Степанида
- Валерий Малышев — Грицай
- Михаил Битный-Шляхта — Дондя
- Алексей Тютимов — Стась
- Роман Котенко — Сашко
- Марина Сокольская — Оля
- Евгений Пашин — Ганжанок

## Съёмочная группа
- Режиссёр: Борис Шиленко
- Сценаристы: Юрий Чулюкин, Александр Горохов
- Оператор: Геннадий Энгстрем
- Художник: Пётр Максименко
- Звукорежиссёр: Елена Межибовская
- Композитор: Александр Злотник